# Mason 20 HP
Der Mason 20 HP ist ein Personenkraftwagen. Hersteller war die Mason Motor Company aus den USA.

## Beschreibung
Das Modell stand nur 1912 im Angebot und löste den Maytag 20 HP ab.
Es hat einen wassergekühlten Zweizylindermotor. Jeweils 5 Zoll (127 mm) Bohrung und Hub ergeben 3217 cm³ Hubraum. Der Motor leistet 20 PS.
Der Ottomotor treibt über eine Kardanwelle die Hinterachse an. Der Radstand beträgt 2438 mm.
Die Ausführung Model A war ein Tourenwagen, Model B ein Torpedo und Model C ein Roadster. Der Neupreis betrug einheitlich 1050 US-Dollar.
Nachfolger wurde Mason Model C.